# Clã Izumo Genji
Izumo Genji (出雲源氏)  foi um clã do Japão de samurais , que surgiu no Período Kamakura a partir da Província de Izumo era um Ramo do Uda Genji e do Clã Sasaki.

## Origens
Quando Minamoto no Yoritomo (líder dos Genji) levantou um exército para derrubar os Heike), em 1180, os meio-irmãos de Sasaki Yoshikiyo ficaram do lado de Yoritomo. Shibuya Shigekuni que era o avô materno de Yoshikiyo se alinhou com os Taira e Ōba Kagechika, seu sogro, se tornou o chefe do exército dos Tairas.
Hideyoshi embora oficialmente ficasse do lado dos Tairas, na prática ficou do lado de Yoritomo. Seu filho Yoshikiyo também tinha essa posição, mas ao contrário de seus meio-irmãos finalmente passa a apoiar os Tairas.
Os Taira ganharam a Batalha de Ishibashiyama , que acabou por ser a primeira luta de uma série de guerras. Por outro lado Yoritomo  venceu a Batalha de Fujikawa. Yoshikiyo se rendeu ao lado de Yoritomo, e lutou na Guerra Genpei .
Em 1185 os Taira foram finalmente derrotados na Batalha de Dan no Ura. Após o fim da guerra, os quatro meio-irmãos mais velhos de Yoshikiyo foram elogiados por Yoritomo, e como recompensa receberam vários Hans. E como Yoshikiyo inicialmente tinha ficado do lado do inimigo, simplesmente não obteve qualquer prêmio. No entanto, Yoshikiyo continuou a trabalhar sério sem ligar para isso.
Em 1221, estourou a Guerra Jōkyū. Yoshikiyo ficou do lado do Bakufu (Shogunato Kamakura) e obteve uma vitória nesta guerra. Seus serviços militares e seus antigos sucessos foram finalmente elogiados pelo Bakufu e se tornou Shugo da Província de Oki e da Província de Izumo .
Yoshikiyo emigrou para Izumo e iniciou o Izumo Genji.

## Genealogia
```
                                 
Uda Genji

                                     ┃
                                
Clã Sasaki

                                     ┃
                            
Sasaki Yoshikiyo
 (
1161
 - 
1242
)
                                     ┣━━━━━━┓
                                                 ┃
                                
Masayoshi
     
Yasukiyo

                                   ┏━━━━━━━╋━━━━━┓

                                 
Yoriyasu
  　
Yoshiyasu
　  
Muneyasu

                                   ┃            ┃         ┃
                                   ┃            ┃         ┃
                               
Clã Enya
　    
Clã Toda
　 
Clã Takaoka
```